# Skowhegan
Skowhegan  è una cittadina statunitense dello stato del Maine, sita nella Contea di Somerset, della quale è anche capoluogo. Al censimento del 2010 contava 8 529 abitanti. È bagnata dal fiume Kennebec.